# Bastian Treuheit
 (février 2025).
Bastian Treuheit, né le 17 janvier 1998 à Fürth, est un homme politique allemand.

## Biographie
Bastian Treuheit naît le 17 janvier 1998 à Fürth.
Conseiller municipal AfD de Zirndorf, en 2025 il est élu député.